# Borkensteinermühle
Die Borkensteinermühle ist ein Weiler, der zur im rheinland-pfälzischen Donnersbergkreis gelegenen Ortsgemeinde Bubenheim (Pfalz) gehört.

## Lage
Der Weiler erstreckt sich entlang der Landesstraße 448 zwischen Bubenheim und Harxheim. Der Ammelbach fließt nördlich, der bis zu 300 m hohe Kahlenberg befindet sich südlich.  
Der amtlich als „Borkensteiner Mühle, Möbelfabrik“ bezeichnete Wohnplatz bildet mit den Wohnplätzen Kalkwerk und Dörrmühle eine siedlungsgeographische Einheit.

## Wirtschaft und Infrastruktur

### Wirtschaft
Die Rowe Mineralölwerke hatten bis 2013 ihren Sitz vor Ort und betreiben weiterhin ein Werk. Die Firma Klein betreibt auf dem Gelände des 1961 stillgelegten Kalkwerks August Kaege seit 1979 eine Dämmstofffabrik.

### Verkehr
Die L448 durchquert den Ort in West-Ost-Richtung. Die Bushaltestelle Borckensteiner Mühle wird von den Linien 456 und 904 des Verkehrsverbunds Rhein-Neckar bedient. Der nächstgelegene Bahnhof befindet sich in Harxheim an der Zellertalbahn.